# Musée des sciences naturelles de Caroline du Nord

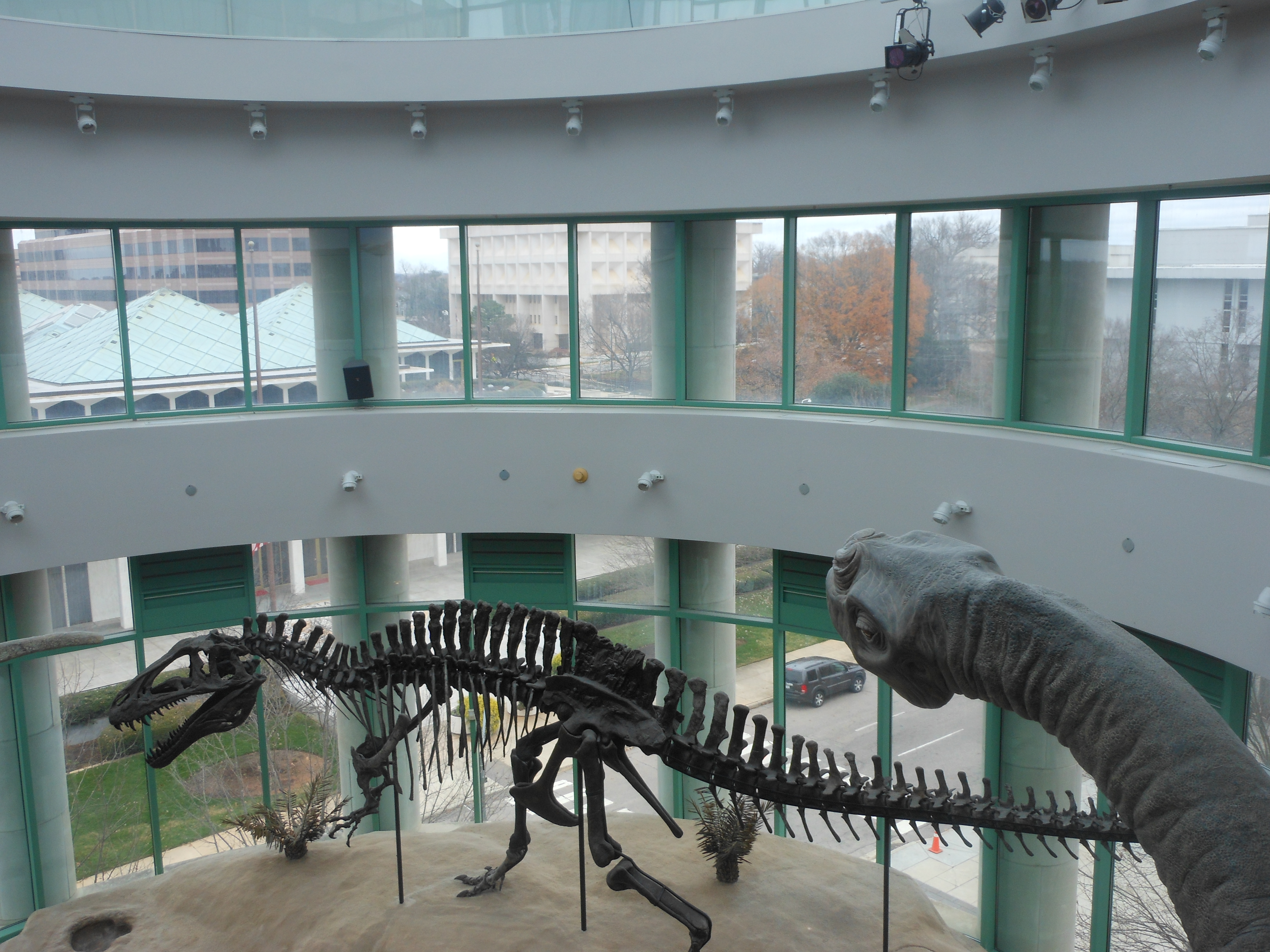
Exposition de dinosaures au musée des sciences naturelles de Caroline du Nord. Au centre, un Acrocanthosaurus.

Le musée des sciences naturelles de Caroline du Nord (en anglais North Carolina Museum of Natural Sciences) est un musée d'histoire naturelle localisé à Raleigh en Caroline du Nord. 
Ce musée est le plus vieux de Caroline du Nord et le plus grand musée de ce genre de tout le Sud-Est des États-Unis. Il reçoit annuellement environ 1 200 000 visiteurs. En 2013, il était le musée ou la destination historique ayant le plus grand nombre de visiteurs de cet État. 